# Andrew Adamson
Andrew Ralph Adamson (1 de diciembre de 1966, Auckland) es un director de cine neozelandés formado principalmente en Los Ángeles, California, donde realizó películas de animación como las dos primeras entregas de Shrek, por las cuales recibió nominaciones a los premios Óscar. Fue director, productor ejecutivo y guionista en The Chronicles of Narnia: The Lion, the Witch and the Wardrobe, rodada en Nueva Zelanda principalmente, en los alrededores de Auckland y en la Isla Sur donde fue filmada también la trilogía cinematográfica de El Señor de los Anillos de Peter Jackson. También trabajó en Batman Forever y Batman y Robin como supervisor de los efectos visuales.
Se hizo miembro de la Orden del Mérito de Nueva Zelanda en la lista honoraria del cumpleaños de la reina de 2006.

## Vida personal
Los padres de Adamson fueron misioneros cristianos. Nació en Auckland, Nueva Zelanda pero se mudó con sus padres a Papúa Nueva Guinea cuando tenía once años para volver de nuevo a Auckland a la edad de dieciocho años. Cuando cumplió veinte se trasladó a Estados Unidos, moviéndose continuamente entre San Francisco y Los Ángeles. Desde que hizo las películas de Narnia, se ha establecido de nuevo en Nueva Zelanda y actualmente tiene dos hijas.

## Carrera
Adamson quería ser arquitecto, pero pasó la fecha límite de inscripción en esa carrera debido a un accidente de tráfico. Andrew fue contratado por Pacific Data Images para ir a trabajar a los Estados Unidos. La compañía abrió una oficina en la californiana ciudad de Los Ángeles. Allí sirvió como director técnico en películas como Toys (1992) protagonizada por Robin Williams o Angels in the Outfield (1994) en la que aparece Danny Glover. Adamson se especializó en la realización de anuncios comerciales pero pronto prefirió la idea de contar historias de mayor duración. Andrew sirvió de supervisor de efectos visuales en Batman Forever, A Time to Kill (1996) y Batman y Robin (1997).

### SerieShrek
Andrew Adamson dirigió junto a Vicky Jenson la película animada Shrek (2001) con un presupuesto de 60 millones de dólares en La película se convirtió en un éxito mundial, teniendo casi 500 millones de dólares en la taquilla. La película recaudó 42,347,760$ en el primer fin de semana. Sólo en Estados Unidos y Canadá consiguió 267,665,011$ mientras que en el resto del mundo hizo 216,744,207$.
La siguiente película de la serie, Shrek 2 (2004) tuvo un presupuesto de alrededor de 150 millones de dólares y fue más exitosa que la primera, recaudando más de 900 millones de dólares en todo el mundo. La película se estrenó con 108,037,878$, uno de los estrenos más vistos de la historia. En Estados Unidos y Canadá la película se embolsó 441,226,247$ mientras que en el resto del mundo hizo 478,612,511$ de modo que se encuentra entre las cincuenta películas con las mayores recaudaciones de la historia.
Andrew decidió no dirigir Shrek tercero (2007) debido a que él había sido contratado ya por Disney para trabajar en Las crónicas de Narnia: el príncipe Caspian. En su lugar, la película fue codirigida por Chris Miller y Raman Hui mientras que Adamson sirvió de productor ejecutivo. Este largometraje, con un presupuesto de 160 millones de dólares, fue también como los anteriores muy exitoso, recaudando más de 700 millones de dólares de modo que como la segunda, se encuentra entre las cincuenta películas con las mayores recaudaciones de la historia.
Posteriormente se volvió el productor ejecutivo de la culminación de la saga Shrek Forever After (2010), la cual se la confió al director Mike Mitchell. Esta "última entrega" de la saga, también se convirtió en un éxito de taquilla y recibió críticas mejores que las de Shrek tercero (2007), pero menores a las cuales el dirigió.

### Las crónicas de Narnia
Adamson alcanzó un gran éxito comercial y ganó la atención del mundo entero cuando coprodujo, coescribió y dirigió The Chronicles of Narnia: The Lion, the Witch and the Wardrobe (2005). La película está basada en el libro del mismo nombre escrito por C.S. Lewis. Fue un increíble éxito de taquilla, ganó varios premios, elogios de la crítica y se convirtió en el largometraje con la tercera mayor recaudación de todo el mundo en el año 2005. Con un presupuesto de 180 millones de dólares, se estrenó en Estados Unidos y Canadá llevándose una recaudación de más de 65 millones de dólares y llegando a conseguir después en el mundo entero un total de 744,783,957$.
Andrew regresó como director a la segunda película de la serie, Las crónicas de Narnia: el príncipe Caspian (2008). Sin embargo, no dirigió la tercera película Las crónicas de Narnia: la travesía del Viajero del Alba porque sintió la necesidad de tomar un descanso, siendo Michael Apted quien dirigió la tercera parte.

## Filmografía
| Año  | Película                                                 | Papel                                    |
| ---- | -------------------------------------------------------- | ---------------------------------------- |
| 1995 | Batman Forever                                           | Supervisor de efectos visuales           |
| 1997 | Batman y Robin                                           | Supervisor de efectos visuales           |
| 2001 | Shrek                                                    | Director                                 |
| 2004 | Shrek 2                                                  | Director, Guionista                      |
| 2005 | Las crónicas de Narnia: el león, la bruja y el armario   | Director, Guionista, Productor ejecutivo |
| 2007 | Shrek tercero                                            | Guionista, Productor ejecutivo           |
| 2008 | Las crónicas de Narnia: el príncipe Caspian              | Director, Guionista, Productor ejecutivo |
| 2010 | Las crónicas de Narnia: la travesía del Viajero del Alba | Productor ejecutivo                      |
| 2010 | Shrek Forever After                                      | Productor ejecutivo                      |
| 2011 | El Gato con Botas                                        | Productor ejecutivo                      |
| 2012 | Cirque du soleil:Mundos lejanos'                         | Director, Productor                      |
| 2013 | Mr. Pip                                                  | Director, Productor, Guionista           |
| 2022 | El Gato con Botas: el último deseo                       | Productor ejecutivo                      |

## Premios y distinciones
Premios Óscar
| Año  | Categoría                   | Película | Resultado |
| ---- | --------------------------- | -------- | --------- |
| 2005 | Mejor película de animación | Shrek 2  | Nominado  |